# Harder (település)
Harder az Amerikai Egyesült Államok északnyugati részén, Washington állam Franklin megyéjében elhelyezkedő önkormányzat nélküli település.